# Staro Selo (Velika Plana)
Staro Selo (em cirílico: Старо Село) é uma vila da Sérvia localizada no município de Velika Plana, pertencente ao distrito de Podunavlje, na região de Veliko Pomoravlje. A sua população era de 2755 habitantes segundo o censo de 2011.

## Demografia
| 1948 | 1953 | 1961 | 1971 | 1981 | 1991 | 2002 | 2011 |
| ---- | ---- | ---- | ---- | ---- | ---- | ---- | ---- |
| 3718 | 3825 | 3867 | 3925 | 4114 | 3692 | 3022 | 2755 |